# Еврабия
Еврабия е политическо клише наложено в употреба от египетския евреин Бат Йеор. Семантика – Европейска Арабия. 
Изразна еманация в антипод на културното сближение между християнските култури на Европа и арабската култура традирана още от средновековието.
Според Бат Йеор клишето е насочено срещу три основни европейски постулата:
- Поддържането на Държавата Палестина, Организацията за освобождение на Палестина и въобще на палестинската кауза от ЕС като цяло;
- Историческа и политическа делегитимация на държавата Израел, с цел да бъде отслабена и въобще нежизнеспособна, т.е. неспособна да удържи владението над светите земи;
- Антиамериканизъм.